# Salacia confertiflora
Salacia confertiflora là một loài thực vật có hoa trong họ Dây gối. Loài này được Merr. miêu tả khoa học đầu tiên năm 1935.